# АС-23
| ← | 1923 – 1944 | → |

Офицерски спортен клуб А. С.23 (О.С.К. А.С.23, А.С.23, „Атлетик Слава 23“, АС-23 или АС'23, по правописа от преди 1945 г. Офицерски спортенъ клубъ Атлетикъ-Слава 23) e български футболен клуб, съществувал в град София през периода 1923 – 1944. Мачовете си е играел на собственото клубно игрище „АС 23“ в Борисовата градина.

## Символи
Клубните цветове са били бяло и черно, резервни цветове са сиво и червено.
Емблемата на клуба е изправен, обърнат хералдически надясно черен лъв ограден в бял кръгъл щит с черен кант.
Мотото на клуба е „Атлетизъм и слава“.

## Успехи
- Шампион на България (1931)
- Носител на Националната купа (1931, 1941)
- Шампион на София 1931, 1944/и през 1938 г., но тогава с ранг на Втора дивизия/. Носител на купата на столичната община – „Улпия Сердика“ през 1933

Едни от най-забележителните победи на АС`23 са:
- 13:3 над Бенковки (София) през 1940 г. (за Царската купа)
- 11:2 над сборен отбор на град Льо Ман (Франция) през 1936 г. (приятелски мач)
- 11:4 над Левски (София) през 1939 г.
- 7:0 над Слава (Ямбол) през 1931 г. (за Царската купа)
- 9:3 над Левски (София) през 1939 г.
- 7:1 над ФК-13 през 1944 г.
- 6:2 над Раковски през 1937 г. (първенство)
- 5:2 над Войводина (Нови Сад) в Нови Сад през 1930 г. (приятелски мач)
- 5:3 над Славия през 1931 г. (първенство)
- 5:3 над Олимпик (Марсилия) в София през 1936 г. (приятелски мач)
- 5:3 над Българския национален отбор през 1939 г.
- 4:0 над Славия през 1936 г. (първенство)
- 4:2 над Арис (Солун) през 1928 г. (приятелски мач)
- 2:0 над ЧФР Клуж (Румъния) през 1931 г. (приятелски мач)
- 2:1 над Йени Шишли (Турция) в Цариград през 1939 г. (приятелски мач)

## История
Поради второ отнемане на игрището на Атлетик (София) от Левски отборът търси начин да се обедини с друг, който вече има игрище. След няколкодневни преговори на ръководствата на ОСК, Слава (София) и Атлетик (София) е решено те да се обединят на 28 октомври 1923 година. Първоначално от Атлетик искат новосформираният клуб да се казва Офицерски спортен клуб Атлетик, а от ОСК Слава предлагат Офицерски спортен клуб Аспарух. В крайна сметка е решено да се запазят имената на трите отбора и новото име на отбора става Офицерски спортен клуб Атлетик-Слава 23. Първият председател на клуба е подполк. Никола Карагьозов. На 19 май 1925 клубът е утвърден в министерство на вътрешните работи и народното здраве. През сезон 1930/31 отборът завършва в софийската дивизия с шест победи и четири равни мача, с което отборът става софийски първенец. В заключителната част на първенството АС-23 бие Етър с 5:0 на осминафинала, Сила (Ямбол) е разгромен със 7:0 на четвъртфинала и заради тегления жребий АС-23 се класира директно за финала. Ръководството на Шипченски сокол обаче подава жалба, която БНСФ приема и изпраща варненци на финал на мястото на АС-23, а АС-23 трябва да играят на полуфинал с Напредък (Русе), който бива отстранен с 3:1. Финалът се играе на 13 септември 1931 на стадион „Юнак“. АС-23 повеждат с 1:0 още във втората минута, но Соколите обръщат мача до 1:2 в края на полувремето. 17 минути преди края на мача играчът на АС-23 Борислав Габровски влиза много остро в краката на футболист на Шипченски сокол, заради което варненецът трябва да напусне терена, а варненци остават с 10 души (смени по това време не са разрешени). Шипченски сокол настояват Габровски да бъде отстранен, но съдията му разрешава да продължи, при което варненци напускат терена. Мачът е присъден служебно 3:0 в полза на АС-23, с което офицерите стават държавен първенец.
Съдебната регистрация на отбора като юридическо лице е извършена в Софийски районен съд на 13 юли 1934. През сезон 1940/41 част от футболистите са мобилизирани във войската и АС-23 завършва пети в Софийска елитна дивизия. Въпреки проблемите отборът печели новосформирания турнир на Царската купа срещу Напредък (Русе) на финала с 4:2. През лятото на 1944 АС-23 става отново софийски първенец. Общият брой на членовете на клуба през годините надвишава 500. Бюджетът на клуба се набира главно от организиране на балове, както и от доброволни дарения. През 40-те години на клуба е оказана огромна финансова помощ от организацията Бранник. Клубът е бил под патронажа на Министерството на войната, което е осигурявало екипировката на клуба.
На 9 ноември 1944 г., АС-23 е обединен с Шипка-Победа (обединени през октомври 1944 година) и Спартак (Подуене) (обединение на подуенските отбори Цар Борис III, Аспарух, Диана, Княз Кирил, секция на Плиска София, и Левски, секция на Спортист София, обединени на 11 октомври 1944 г.) под името Чавдар (София). Обединението е извършено от временните ръководства на всеки един от трите клуба. Генерал Владимир Стойчев веднага след 9 септември 1944 г. става председател на Офицерски спортен клуб АС-23, а през ноември и на обединения Чавдар (София). По това време дотогавашният председател на АС-23 генерал-майор Димитър Айранов е арестуван и осъден от Народния съд на 15 години лишаване от свобода, а почетният председател на клуба генерал-лейтенант Константин Лукаш е осъден на смърт от Народния съд и разстрелян на 15 март 1945 г.
През годините тимът е един от първите в България, който активно наема чуждестранни треньори. Това са Лудвиг Ледерер (1928), Карой Немес (1930), Фридрих Хюлер (1933), Карой Фогъл (1934).
АС-23 развива успешно и други спортове като лека атлетика, баскетбол, волейбол, тенис, шахмат, плуване, ски, бокс, хокей, езда и др. От клуба са излезли балканските шампиони Григорий Педан (лека атлетика, бягане) и Любен Дойчев (десетобой), ездачите ген. Владимир Стойчев и ген. Крум Лекарски.

## Стадион
Стадион „АС-23“ (известен и като „Атлетик Парк") се е намирал на мястото на сегашния стадион „Българска армия“. Софийска община отпуска „за вечни времена“ място на клуба на 27 януари 1925 г. в местността „Пустинята“ в Борисовата градина. Представена е скица на общината, на която от двете страни на игрищено има трибуни (източна и западна), в северна и южна посока се предвиждат стоящи места, има още лекоатлетическа писта, игрища за баскетбол, тенис, хокей, гимнастика както и сграда за клуба. През 30-те години АС-23 получава нотариален акт над изградения вече стадион. В началото на 40-те години стадион „АС-23“ е с единствения затревен футболен терен. През 1943 година стоящите места са премахнати и вече цялото игрище е заобиколено от трибуни за около 15000 зрители. Там се играят срещите от Столичното първенство и някои от мачовете на националния тим. През 1944 година стадионът е собственост на Чавдар (София) под ново име стадион „Чавдар“. По-късно е прехвърлен в собственост на Министерство на народната отбрана (МНО) на Народна Република България под ново име стадион „Народна Армия“, т.е. национализиран от комунистическия тоталитарен режим.

## Председатели
- подполк. Никола Карагьозов – 1925 – 1935
- полк. Димитър Айранов – 1935 – 1937
- Стефан Танев – 1937 – 1940
- Асен Диков – 1940 – 1941
- Тодор Зъбов – 1941 – 1942
- генерал-майор Димитър Айранов – 1942 – 1944

## Известни футболисти
- Борислав Футеков (Борсата)
- Любомир Ангелов (Старото)
- Борислав Габровски
- Димитър Григоров
- Вучко Йорданов
- Георги Балъкчиев
- Тодор Дермонски
- Ангел Петров (Лебеда)
- Кирил Богданов (Картофа)
- Панко Георгиев
- Ангел Зафиров
- Любомир Петров
- Георги Пачеджиев (Чугуна)
- Бенжамин Астург (Бенжо)
- Драган Георгиев (Драго)
- Иван Димчев (Бачин)
- Любомир Гюзумов
- Борислав Краев

## Противоречия
В телевизионно интервю известния български емигрант през тоталитаризма Дими Паница и братовчед му Михаил Белов, заявяват, че ЦСКА не може да се нарече наследник на АС-23, тъй като според тях извършеното може да бъде квалифицирано единствено като „грабеж“.
Според Васил Рангелов Стоянов (роден 1935 г.), по думите му дългогодишен привърженик на ЦСКА и АС-23 заявява, че Дими Паница и Мишо Белов не са фенове на АС-23, а на Левски. В същото интервю той заявява, че АС-23 и ЦСКА трябва да се приемат като един и същ отбор.
Бивши футболисти на АС-23, като Борислав Футеков, Любомир Ангелов, Бенджамин Аструг, Ангел Зафиров и др. в множество интервюта потвърждават, че ЦСКА е пряк наследник на АС-23.
Софийският околийски съд през 1952 година закрива и АС23.
Съдът е констатирал, че клубът не осъществявал дейност и не е провеждал
предвидените в устава му годишни отчетни събрания, не е отразявал промените в
ръководството на управителния и контролен съвет, задължени по закон.
Невъзможно е АС-23 да бъде закрит от Софийския околийски съд през 1952 година, поради факта, че: На 9 ноември 1944 г., АС-23 е обединен с Шипка-Победа (обединени през октомври 1944 година) и Спартак (Подуене) (обединение на подуенските отбори Цар Борис III, Аспарух, Диана, Княз Кирил, секция на Плиска София, секция на Спортист София, обединени на 11 октомври 1944 г.) под името Чавдар (София). Обединението е извършено от временните ръководства на всеки един от трите клуба. Генерал Владимир Стойчев веднага след 9 септември 1944 г. става председател на Офицерски спортен клуб АС-23, а през ноември и на обединения Чавдар (София).